# レナータ・シャーンドル
レナータ・シャーンドル（Renáta Sándor、1990年12月15日 - ）は、ハンガリーの元女子バレーボール選手。元ハンガリー代表。

## 来歴

### クラブチーム
Jászberény出身。2008年、Budapest SE-FCSMに入団。在籍した3年間でハンガリーエクストラリーグで3回、ハンガリーカップで2回のタイトルを獲得した。2011/12シーズンはVasas Óbudaへ移籍し、ハンガリーエクストラリーグで優勝を果たした。2012年にオーストリアのSVS Post Schwechatへ移籍し、オーストリアリーグでは2012/13、2013/14シーズンで2連覇を果たした。2014年5月、ドイツのアリアンツ MTV シュトゥットガルトへ移籍し、2014/15シーズンのリーグではベストスパイカー部門でトップの活躍をみせた。2015/16シーズンの試合途中で怪我のためチームを離脱した。翌シーズンに復帰すると2016/17、2017/18シーズンのブンデスリーガで準優勝、2018/19シーズンのブンデスリーガでは優勝に貢献した。その後、選手としての活動を休止していいたが、2020年にJászberény Volleyball Teamで復帰し、2021/22シーズンでのプレーを最後に現役引退した。2024年、Jászberényの監督に就任した。

### 代表チーム
アンダーカテゴリーの代表として2008年にジュニアの欧州選手権に出場した。2011年、ハンガリー代表に初選出される。2015年のヨーロッパリーグでは金メダルを獲得し、大会のMVPに選ばれた。2019年の欧州選手権に出場した。

## 球歴
- 欧州選手権 - 2015年、2019年

## 受賞歴
- 2015年 - 2014/15ドイツブンデスリーガ ベストスパイカー賞
- 2015年 - ヨーロッパリーグ MVP、ベストスコアラー賞

## 所属クラブ
- Budapest SE-FCSM（2008-2011年）
- Vasas Óbuda（2011-2012年）
- SVS Post Schwechat（2012-2014年）
- アリアンツ MTV シュトゥットガルト（2014-2019年）
- Jászberény Volleyball Team（2020-2022年）